# ミニマリズム
ミニマリズム（英: minimalism）は、完成度を追求するために、装飾的趣向を凝らすのではなく、むしろそれらを必要最小限まで省略する表現スタイル（様式）。ミニマリスムとも表記される。とも。

## 概要
「1950年代に彫刻や絵画の分野で芽を出していた」とも、「1960年代に音楽・美術の分野で生まれ、ファッションにも導入された」ともされる。
アメリカ合衆国では1960年代に登場し、主流を占めた傾向、またその創作理論であり、「minimal（最小限) + ism（主義）」という組み合わせの造語であり、要素を最小限度まで切り詰めようとした一連の態度から生まれた、必要最小限を目指す一連の手法や、その結果生まれた様式である。装飾的な要素は最小限に切り詰め、シンプルなフォルムを特徴としている。芸術の諸分野（美術・建築・音楽・哲学・生活様式 等々）で導入、展開された。その結果、ミニマリズム文学、ミニマリズム建築なども生まれた。
"Simple is best"（シンプル・イズ・ベスト）という日本でもよく知られた格言や、アメリカの航空技術者クラレンス・ケリー・ジョンソンが唱えた「KISSの原則」がある。類似の概念は、オッカムのウィリアムやレオナルド・ダ・ヴィンチなども提唱している。また音の数や文字数に制限を与えることによって文学的創造を見出す定型詩は、世界中で愛好されてきた歴史がある。

## 諸ジャンルの展開

### 美術
もとはロシア構成主義によってその萌芽のあった様式である。カジミール・マレーヴィチは円と三角形と正方形のみの芸術を極限まで突き詰めようとした。ロシア革命によって多くのロシア人がアメリカ合衆国に脱出したことや、ピエト・モンドリアンやハンス・ホフマンといったヨーロッパの作家が移住したことでアメリカに輸入され、1960年代にフランク・ステラ、ドナルド・ジャッド、カール・アンドレほかによって「完全にミニマルな形態」のための運動が推し進められた。時を経て、様々な作風に転向していったステラのような作家もいるが、ジャッドやアンドレのようにミニマリストとして一貫した作風を貫いている作家たちもいる。詳しくはミニマル・アートを参照。後にマリオ・メルツ等によって行われたアルテ・ポーヴェラの一部の作家にもミニマリズムの影響を受けた作品が存在する。フランスにおいては、ダニエル・ビュランやジャン＝ピエール・レイノーといったコンセプチュアルな指向の作家へと受け継がれていく。

### 音楽
ミニマル・ミュージックを参照。創作人生の一時期にミニマリズムを経験した人物は数多い。命名者はマイケル・ナイマン。代表的な音楽家として、スティーヴ・ライヒやテリー・ライリー、ラ・モンテ・ヤング、フィリップ・グラスなど。ミニマル・ミュージックはロシア、日本、西ヨーロッパにまで及んだ。

### 哲学
フランスの現象学の哲学者であるモーリス・メルロー＝ポンティは、「ミニマリズムの哲学者」と呼ばれる。『知覚の現象学』の英訳がミニマルアートの起爆剤になったと考える学者は多いが、音楽美術ともにこの本が起点になって行われた運動ではない。

### 文学
古来から世界中に韻文の文化が存在する。
現代文学のミニマリズムは1980年代にレイモンド・カーヴァー、フレデリック・バーセルミらによって勃興した。

### 建築
バウハウスの最後の校長でもあり、1930年代にアメリカに亡命したミース・ファン・デル・ローエにおける"less is more"の思想はミニマリズムに近い概念であり、1950年代に建てられた彼の代表作のひとつである「ファンスワーズ邸」や、その影響下にあったフィリップ・ジョンソンの自邸「グラスハウス」などにおける、ガラスと鉄骨による極限まで削ぎ落とされたデザインは、建築におけるミニマリズムのひとつの到達点とあると言える。メキシコにおけるルイス・バラガンの作品群や、イタリアにおけるアルド・ロッシの初期の作品群においても、ミニマリズムの志向は色濃く表れている。

### 日本文化において
和歌、俳句、芸道の形、枯山水、水墨画、茶室、盆栽などは、限られた状況・空間や色彩の中に無限の世界を見出すミニマリズムである。これらは西洋文化の魅惑に対峙できる日本文化として発見され、海外にも影響を与えた。
坂口安吾は、松尾芭蕉らは欲が深すぎたことで人工の限度に対する絶望が生じ、「無きに如かざる」を好んだのではないかと逆説的に論じている。